# W pułapce czasu (serial animowany)
W pułapce czasu (jap. ヴァレリアン＆ロールリンヌ Varerian ando Rōrurinnu; fr. Valérian et Laureline, ang. Time Jam: Valerian & Laureline, 2007) – francusko-japoński serial animowany opowiadający o podróżach w czasie, na podstawie komiksu Valerian autorstwa Pierre’a Christina (scenariusz) i Jeana-Claude’a Mézièresa (grafika).

## Fabuła
Rok 2416, Galaxity – stolica Ziemi. Świeżo upieczony agent czasoprzestrzeni, Valérian, zostaje wysłany w swoją pierwszą misję i przenosi się do Francji w 912 roku. Spotyka tam uroczą akrobatkę, Laureline, i ratuje ją od śmierci. W ostatniej chwili wracają z powrotem do roku 2416 i odkrywają, że Ziemia zniknęła. Trzy miesiące później docierają do Central Point, stolicy galaktyki, i rozpoczynają serię przygód w niebezpiecznym kosmosie. Bohaterowie dowiadują się, że Vlagosi planują zawładnąć galaktyką i wraz z Aldebaranami Valérian i Laureline starają się pokrzyżować im plany. Jednocześnie próbują dociec, dlaczego Ziemia zniknęła. Po jakimś czasie natrafiają na ślad doktora Alberta, szefa Agencji Czasoprzestrzeni z Galaxity, który wyznacza im misje przeciw Vlagosom.

## Postacie pierwszoplanowe

### Valerian
Urodzony w roku 2397 w Galaxity. Początkujący Agent Czasoprzestrzeni, jest utalentowanym pilotem i wspaniałym mechanikiem, posiada też słabość do kobiet.
W 2416 roku po zdaniu egzaminu na Agenta Czasoprzestrzennego zostaje wysłany na misję do roku 912 na pokładzie Astrostatku „Tempus Fugit”, gdzie spotyka piękną Laureline. Niestety, przez swoją arogancję zostaje skazany na szubienicę i wtrącony do lochu. Uciekając, zabiera nieumyślnie ze sobą dziewczynę, która później dostaje się razem z nim na statek.
Valerian wraca razem z nią do roku 2416.
Od samego początku był zakochany w Laureline.

### Laureline
Urodzona pod koniec IX wieku w Normandii. Młoda, inteligenta kobieta. 5 kwietnia 912 roku, kiedy to Valerian przybył z przyszłości, ona występowała razem ze swoją trupą, która również była jej przybraną rodziną. Podczas ucieczki z lochu pobiegła za Valerianem. Kiedy on został trafiony, wciągnęła go na statek i zabrała się razem z nim, ponieważ została uruchomiona procedura Startu Awaryjnego.
Od samego początku była zakochana w Valerianie.

### Rhonda
Główny Komputer Pokładowy ze sztuczną inteligencją, znajdujący się na początkowo pokładzie statku „Tempus Fugit”, później również na „Simonie”. 
Jest to nowoczesny superkomputer, który posiada w swoich archiwach wiele danych i informacji, np. mapy galaktyki, informacje o planetach, przepis na ciasto czekoladowe czy też dzieła zebrane Szekspira.

## Wersja polska
Opracowanie wersji polskiej na zlecenie ZigZapa – Start International Polska

Reżyseria: Paweł Galia

Dialogi polskie:
- Jakub Osiński (odc. 1-4, 9-12, 17-20, 25-28, 33-34, 39-40),
- Andrzej Wójcik (odc. 5-8, 13-16, 21-24, 29-32, 35-38)

Dźwięk i montaż: Jerzy Wierciński

Kierownik produkcji: Anna Kuszewska

Udział wzięli:
- Tomasz Steciuk – Valérian
- Monika Pikuła – Laureline
- Ewa Serwa – Rhonda
- Mieczysław Morański – Gork Yodol
- Jarosław Domin – Shingouz #1
- Robert Tondera – Shingouz #2
- Dariusz Błażejewski – Shingouz #3
- Włodzimierz Bednarski – Admirał
- Cezary Nowak –
  - Garp,
  - Kapitan Iktarod (odc. 7)
- Mariusz Leszczyński – Wilfred de Tancarville
- Marek Bocianiak –
  - Marcus,
  - Shingouz #1 (odc. 19)
- Adam Bauman – Pan Albert (odc. 21-40)
- Tomasz Marzecki – Raymond de Tancarville
- Mirosław Wieprzewski –
  - Zabor Amrak,
  - Dr Zessel
- Joanna Pach –
  - Jallina Amrak (odc. 5)
  - Yollène
- Aleksander Wysocki – Roger
- Leszek Zduń –
  - Serafin (odc. 21),
  - Sznuf (odc. 22)
- Wojciech Chorąży – Książę Baral
- Mikołaj Müller – Najwyższy Władca Vlagosów
- Paweł Galia –
  - Pan Albert (niektóre odcinki),
  - Narrator,
  - Najwyższy Władca Vlagosów (w jednej scenie odc. 26)
- Brygida Turowska – Księżniczka Koren
- Janusz Wituch
- Krzysztof Zakrzewski
- Zbigniew Konopka
- Andrzej Gawroński
- Andrzej Chudy
- Mirosław Zbrojewicz
- Paweł Szczesny
- Jan Monczka

## Spis odcinków
| N/o | Polski tytuł                  | Angielski tytuł                  | Francuski tytuł            |
| --- | ----------------------------- | -------------------------------- | -------------------------- |
|     |                               |                                  |                            |
| 01  | Istota czasu                  | Time Matters                     | Contretemps                |
|     |                               |                                  |                            |
| 02  | W złym czasie, w złym miejscu | Wrong Time Wrong Place           | Dans le Temps              |
|     |                               |                                  |                            |
| 03  | Czas minął                    | Time is up                       | Nuit des Temps             |
|     |                               |                                  |                            |
| 04  | Nowe czasy                    | Modern Times                     | Les Temps Nouveaux         |
|     |                               |                                  |                            |
| 05  | Póki nas czas nie rozłączy    | Till Time Do Us Part             | Passe-Temps                |
|     |                               |                                  |                            |
| 06  | Wolny wybór                   | Doing Time...                    | Sale Temps                 |
|     |                               |                                  |                            |
| 07  | Grabież czasu                 | The Ravages of Time              | Avec le Temps              |
|     |                               |                                  |                            |
| 08  | Udział w czasie               | Time Share                       | Un Temps pour Tout         |
|     |                               |                                  |                            |
| 09  | Strata czasu                  | Any Time                         | Entre Temps                |
|     |                               |                                  |                            |
| 10  | Oszczędność czasu             | Time Saving                      | Perte de Temps             |
|     |                               |                                  |                            |
| 11  | Czas na herbatę               | Tea Time                         | La Plupart du Temps        |
|     |                               |                                  |                            |
| 12  | Dawne czasy                   | As the Time Goes By              | Une Valse à Mille Temps    |
|     |                               |                                  |                            |
| 13  | Czas na kredyt                | On Borrowed Time                 | La Fin des Temps           |
|     |                               |                                  |                            |
| 14  | Czasu nie powstrzymasz        | Time And Tide                    | Temps Retrouvé             |
|     |                               |                                  |                            |
| 15  | Znaki czasu                   | A Sign of The Times              | Le Bon Temps               |
|     |                               |                                  |                            |
| 16  | Nie ma jak teraźniejszość     | There's No Time Like The Present | Mi-Temps                   |
|     |                               |                                  |                            |
| 17  | Najwyższy czas                | It's About Time                  | En Temps et en Heure       |
|     |                               |                                  |                            |
| 18  | Zamrożony czas                | Serving Time                     | Pas de Printemps           |
|     |                               |                                  |                            |
| 19  | Wyścig z czasem               | A Race Against Time              | Temps Compté               |
|     |                               |                                  |                            |
| 20  | Czas zapłaty                  | Time To Pay The Piper            | Par les Temps qui Courent  |
|     |                               |                                  |                            |
| 21  | Bardzo dawno temu             | A Long Time Ago                  | De Temps en Temps          |
|     |                               |                                  |                            |
| 22  | Czas leczy rany               | Time Heals All Wounds            | Temps de Chiens            |
|     |                               |                                  |                            |
| 23  | Dawno, dawno temu             | Once Upon A Time                 | Le Temps d'Aimer           |
|     |                               |                                  |                            |
| 24  | Czas kłopotów                 | Time of Troubles                 | En Temps Ordinaire         |
|     |                               |                                  |                            |
| 25  | Uciekający czas               | Running out of Time              | Les Temps Changent         |
|     |                               |                                  |                            |
| 26  | Czas bohaterów                | It’s Showtime                    | Signe du Temps             |
|     |                               |                                  |                            |
| 27  | Czas wypłaty                  | Payback Time                     | Emploi du Temps            |
|     |                               |                                  |                            |
| 28  | W samą porę                   | In the Nick of Time              | Juste à Temps              |
|     |                               |                                  |                            |
| 29  | Spragnieni czasu              | Starved for Time                 | Pour un Temps              |
|     |                               |                                  |                            |
| 30  | Z duchem czasu                | Get with the Times               | Autre Temps Autre Mœurs    |
|     |                               |                                  |                            |
| 31  | Czas to pieniądz              | Time is Money                    | La Pluie et le Beau Temps  |
|     |                               |                                  |                            |
| 32  | Czas na zmiany                | Time for a change                | Temps Réel                 |
|     |                               |                                  |                            |
| 33  | Wiosna w Paryżu               | Springtime in Paris              | De Temps à Autre           |
|     |                               |                                  |                            |
| 34  | W ostatniej chwili            | In Next to No Time               | Gain de Temps              |
|     |                               |                                  |                            |
| 35  | Kwestia czasu                 | A Matter of Time                 | En Temps Voulu             |
|     |                               |                                  |                            |
| 36  | Strata czasu                  | A Waste of Time                  | Les Temps Difficiles       |
|     |                               |                                  |                            |
| 37  | W czasie wojny                | In Times of War                  | Changement de Temps        |
|     |                               |                                  |                            |
| 38  | Minęło wiele czasu            | Long Time No See                 | Temps Libre                |
|     |                               |                                  |                            |
| 39  | Próba czasu                   | The Test of Time                 | Temps d'Arrêt              |
|     |                               |                                  |                            |
| 40  | Czas pokaże                   | Only Time Will Tell              | Autant en Emporte le Temps |
|     |                               |                                  |                            |